# Rudolf Schnackenburg
Rudolf Schnackenburg (5 de gener de 1914, Katowice, Polònia - † 28 d'agost de 2002, Würzburg, Alemanya) fou un sacerdot catòlic alemany i estudiós del Nou Testament. Professor emèrit de Nou Testament a la Facultat de Teologia Catòlica de la Universitat de Würzburg. Va contribuir a l'eclesiologia neotestamentària que ha tingut gran influència als tractats sobre l'Església. Va pertànyer a la Comissió Teològica Internacional. Benet XVI el va elogiar com un dels exegetes catòlics alemanys més importants de la segona meitat del segle xx.

## Vida
Schnackenburg va estudiar filosofia i teologia a les universitats de Wrocław i Múnic, es va doctorar el 1937 amb una tesi sobre la fe de l'Evangeli segons Joan. Poc després va ser ordenat prevere i destinat com a mossèn a Silèsia.
El 1947 va escriure sobre la salvació per mitjà del sagrament del baptisme basant-se en els escrits de Sant Pau. Es va dedicar a l'ensenyament del 1948 i a partir del 1952 va ser professor associat al Collège Dillingen.
Del 1957 al 1982 va fer classes de Nou Testament a la Universitat Julius-Maximilian de Würzburg. La seva primera monografia és Regne i regnat de Déu (1959) que representa el primer estudi bíblicoteològic d'àmbit catòlic.
Schnackenburg va ser membre també de la Pontifícia Comissió per a Teòlegs. Va treballar per a la versió estàndard de la Bíblia.